# Sara Jo

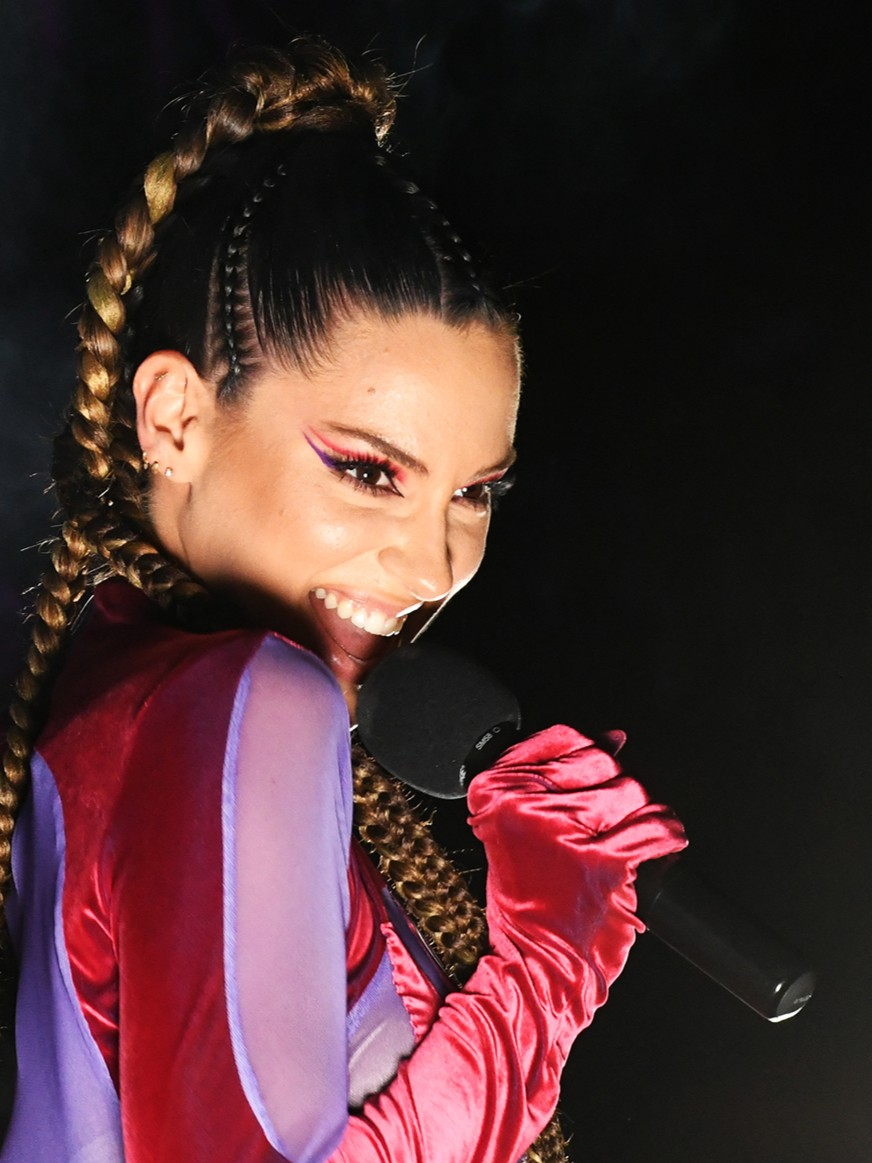
Sara Jo (2021)

Sara Jo, eigentlich Sara Jovanović (serbisch-kyrillisch Сара Јовановић; * 29. Oktober 1993 in Rom, Italien) ist eine serbische Sängerin.

## Leben und Karriere
Geboren und aufgewachsen in Rom, zog Jovanović mit 16 Jahren mit ihren Eltern nach Serbien, wo sie später an der Philologischen Fakultät der Universität Belgrad studierte.
Ihre Musikkarriere startete 2011 mit der Veröffentlichung ihrer ersten Single unter dem Titel Zauvek. Ein Jahr später erreichte sie Bekanntheit durch ihre Teilnahme am Gesangswettbewerb Prvi glas Srbije, bei dem sie den dritten Platz erreichte. 2013 war sie Teil der von Saša Milošević Mare gegründeten Girlgroup Moje 3. Mit ihr in der Gruppe waren die erst- und zweitplatzierten Kandidatinnen der des Gesangswettbewerbs, Mirna Radulović und Nevena Božović. Gemeinsam gewannen sie den Wettbewerb Beosong 2013, der den serbischen Beitrag zum Eurovision Song Contest 2013 in Malmö, Schweden wählte, und vertraten ihr Land bei diesem Wettbewerb. 
Im selben Jahr löste sich die Gruppe auf und Jovanović verfolgte ihre Solo-Karriere. Es folgten zahlreiche Singles und Kollaborationen mit verschiedenen Künstlern Serbiens. Ihre erfolgreichste Single bisher war das 2017 veröffentlichte Lied Nemam vremena za to. 2020 trat sie beim 2020 Music Award Ceremony in Belgrad auf. 2021 folgten weitere Singles mit Künstlern aus der Region, unter anderem das Lied Varalica mit Edita Aradinović sowie On mit Franka Batelić.

## Diskografie
Singles
- 2011: Zauvek
- 2014: Ko je ovde ko
- 2016: Probaj
- 2017: Nemam vremena za to
- 2018: Lava
- 2019: Bez sna
- 2019: Mili mili
- 2020: Kaži mi
- 2021: Varalica
- 2021: Divlja
- 2021: On